# The Blade
The Blade, Toledo Blade – amerykański dziennik, ukazujący się w Toledo (w stanie Ohio) od 19 grudnia 1835. Należy do koncernu medialnego Block Communications.
W 2004 The Blade wygrało nagrodę Pulitzera za cykl artykułów na temat oddziału Tiger Force, który podczas wojny w Wietnamie dopuszczał się zbrodni wojennych.